# Валли, Джамбаттиста
Валли Джамбаттиста (итал. Giambattista Valli) — итальянский дизайнер. Создает коллекции как haute couture, так и ready to wear. Представляет их раз в полгода на Парижской неделе моды.
Джамбаттиста Валли родился в 1966 году в Риме. Он закончил лицей (итальянскую среднюю школу). В 1986 году, он поступил в «Istituto Europeo del Design» в Риме, где обучался дизайну одежды. В 1987 году он начал базовый курс иллюстрации в Центральном колледже искусств и дизайна Святого Мартина в Лондоне («Central St. Martin’s School of Arts»).
Его костюмы носили актрисы, модели и члены королевской семьи, в том числе Сара Джессика Паркер, Деми Мур, Ариана Гранде, Пенелопа Крус, Риз Уизерспун, Наоми Кэмпбелл, Мэри Кейт Олсен, Королева Иордании Рания. Он один из немногих не французских дизайнеров, получивших членство в историческом Chambre Syndicate de la Haute Couture.

## Награды
- Офицер ордена искусств и литературы (2025 год, Франция)[3]